# Anhalts voetbalkampioenschap 1912/13
In 1912/13 werd het vierde Anhalts voetbalkampioenschap gespeeld, dat georganiseerd werd door de Midden-Duitse voetbalbond. 
Cöthener FC 02 werd kampioen en plaatste zich zo voor de Midden-Duitse eindronde. Na een overwinning op FC Preußen 1909 Halberstadt verloor de club van FC 1907 Coburg.   

## 1. Klasse
| Plaats | Club                      | Wed. | W  | G | V  | Saldo | Ptn.  |
| ------ | ------------------------- | ---- | -- | - | -- | ----- | ----- |
| 1.     | Cöthener FC 02            | 14   | 10 | 2 | 2  | 53:20 | 22:06 |
| 2.     | 1. FC 1900 Zerbst         | 14   | 10 | 1 | 3  | 43:16 | 21:07 |
| 3.     | Sp.Abt. 1909 im TC Cöthen | 14   | 8  | 1 | 5  | 38:19 | 17:11 |
| 4.     | SV 07 Bernburg            | 14   | 7  | 1 | 6  | 39:31 | 15:13 |
| 5.     | Dessauer SV 98            | 14   | 7  | 0 | 7  | 30:31 | 14:14 |
| 6.     | Dessauer FC 05            | 14   | 4  | 1 | 9  | 11:46 | 09:19 |
| 7.     | FC Viktoria 1903 Zerbst   | 14   | 2  | 2 | 10 | 21:54 | 06:22 |
| 8.     | Cöthener FC Germania 03   | 14   | 2  | 2 | 10 | 19:37 | 06:22 |

SC Cöthen 09 werd in augustus 1912 onderdeel van de grotere sportclub TC Cöthen. 
|  | Kampioen, geplaatst voor Midden-Duitse eindronde |
|  | Wedstrijd om de zevende plaats                   |

Wedstrijd om de zevende plaats
|              |                         |   |                         |  |
| 22 juni 1913 | FC Viktoria 1903 Zerbst | – | Cöthener FC Germania 03 |  |
| 22 juni 1913 |                         |   |                         |  |

Uitslag niet meer bekend, wel dat Viktoria Zerbst won, de verliezer speelt tegen de kampioen van de 2. Klasse 
Promotie-degradatie play-off
|              |                         |       |                           |  |
| 29 juni 1913 | Cöthener FC Germania 03 | 2 – 0 | Dessauer FC Germania 1911 |  |
| 29 juni 1913 |                         |       |                           |  |

Germania Cöthen blijft in de 1. Klasse. Later besliste de bond echter om de 1. Klasse uit te breiden en zo promoveerde Germania Dessau alsnog.